# NGC 1607
NGC 1607 (również PGC 15442) – galaktyka spiralna (S0-a), znajdująca się w gwiazdozbiorze Erydanu. Odkrył ją Édouard Jean-Marie Stephan 14 grudnia 1881 roku.